# 李超钢
李超钢（1954年—），河北顺平人，中华人民共和国政治人物、第十二届全国人民代表大会北京地区代表。
毕业于中央党校函授学院法律专业，加入中国共产党。2013年，被选为全国人大代表。
2009年3月，李超钢由丰台区长升任中共丰台区委书记。2014年11月28日，中共北京市委宣布李超钢不再担任中共丰台区委委员、常委、书记。